# Single Collection+ Nikopachi
Single Collection+ Nikopachi (シングルコレクション＋ ニコパチ?) è il secondo album raccolta della cantante giapponese Maaya Sakamoto. L'edizione limitata dell'album è stata resa disponibile con allegato un DVD contenente i videoclip dei brani.

## Tracce
1. Yoake no Octave (夜明けのオクターブ, Dawning Octave?) - 1:51
2. Hemisphere(ヘミソフィア?) - 4:10
3. Daniel (ダニエル, Danieru?) - 3:50
4. Bike (バイク, Baiku?) - 5:10
5. Shippo no Uta (しっぽのうた, Tail Song?) - 2:42
6. Yubiwa: 23 Carat (指輪－23カラット－, Ring -23 Carat-?) - 3:41
7. Ongaku (音楽, Music?) - 4:46
8. Midori no Hane (みどりのはね, Green Wings?) - 2:49
9. Shima Shima (シマシマ, Striped?) - 4:47
10. Kimidori (キミドリ, Yellowish-Green?) - 5:02
11. Tune the Rainbow - 5:31
12. Toto - 4:25
13. Here - 5:06
14. Vector (ベクトル, Bekutā?) - 5:15
15. The Garden of Everything: Denki Rocket ni Kimi wo Tsurete (電気ロケットに君を連れて, Taking You on an Electric Rocket?) feat. Steve Conte - 6:19
16. Gravity - 3:17

## Classifiche
| Classifica           | Posizione massima |
| -------------------- | ----------------- |
| Oricon Weekly Albums | 3                 |